# مهراجا
المهراجا أو المَهَراجة أو مهاراجة (باللغة السنسكرينية: महाराज) ومعناها «ماهات» أي العظيم و«راجا» أي الملك، فيكون معنى الكلمة الملك العظيم.
استعملت هذه اللفظة أساسًا للدلالة على ملوك الهندوس أو حكامهم في الهند. وقد ظهر هذا اللقب للوجود في القرن الأول قبل الميلاد في إمبراطورية الكوشان، حيث أدى تأثرهم بحكام السكيثيين والفرس المغول في شمال غرب الهند إلى إطلاق لقب التبجيل (العظيم «راجا») على ملوكهم بدل الاكتفاء بـ (الملك). وكان الملك شاندرا غوبتا الأول الملك الثالث في فترة الغوبتا (استمرت بين عامي 320 م و540 م) قد سمى نفسه «مهراجا هيراجا» أي «ملك الملوك العظيم»، وهي الترجمة السنسكريتية للّقب الفارسي (شاهنشاه).